# Утагава Ёсимунэ

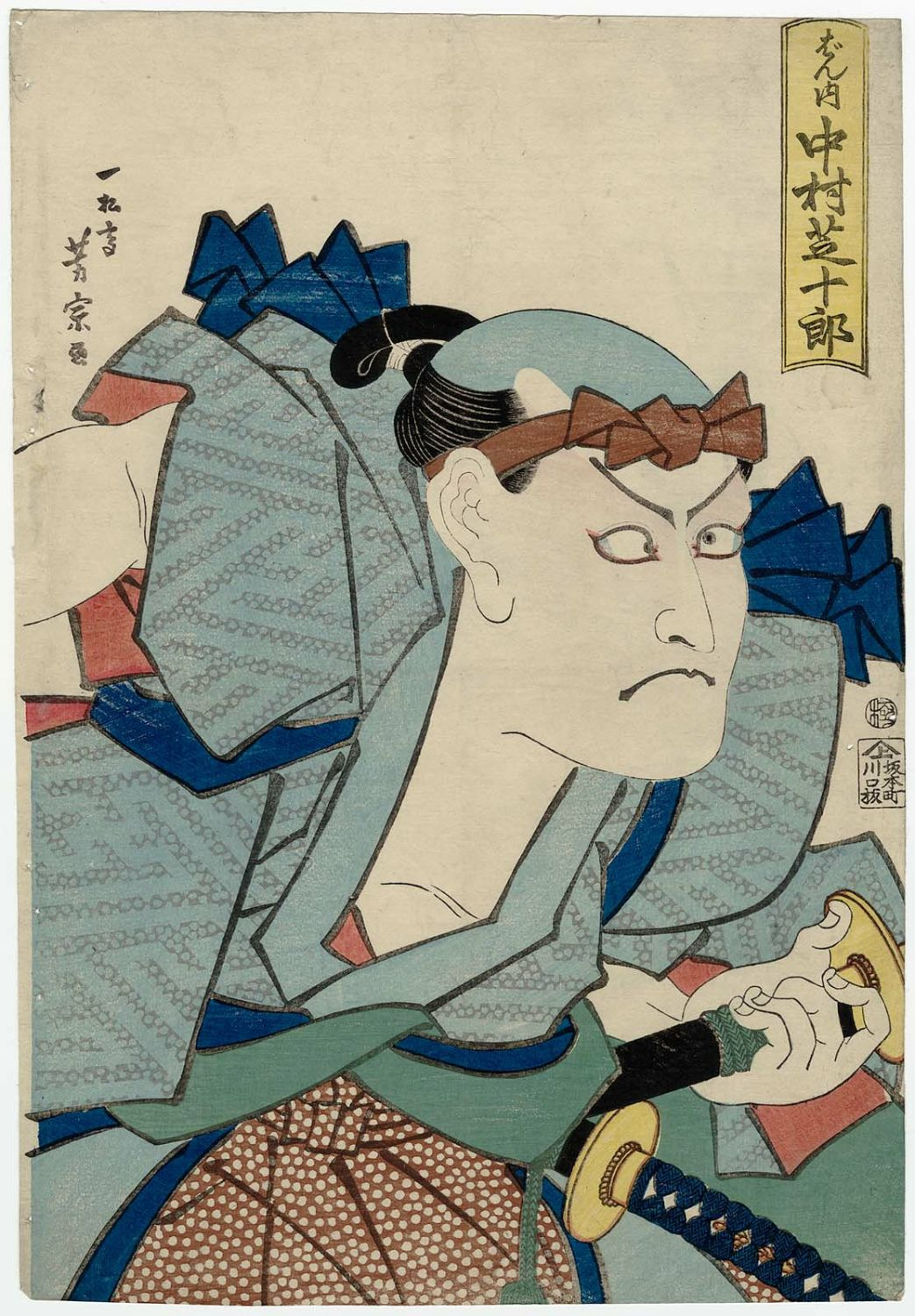
Утагава Ёсимунэ. Актёр в роли караульного.

Утагава Ёсимунэ (яп. 歌川芳宗, 1817—1880) — японский художник, мастер укиё-э, представитель школы Утагава.

## Биография и творчество
О жизни Утагавы Ёсимунэ осталось мало сведений, он родился в Эдо и учился у Утагавы Куниёси. Тем не менее его творческое наследие обширно и разнопланово: темы сражений, сюжеты средневековых хроник, гравюры йокогама-э, портреты актёров и сцены из театров кабуки и бунраку.
Самой же знаменитой работой художника является серия гравюр «66 снежных историй», иллюстрирующая лирическую атмосферу провинциальной жизни Японии на фоне зимних пейзажей.

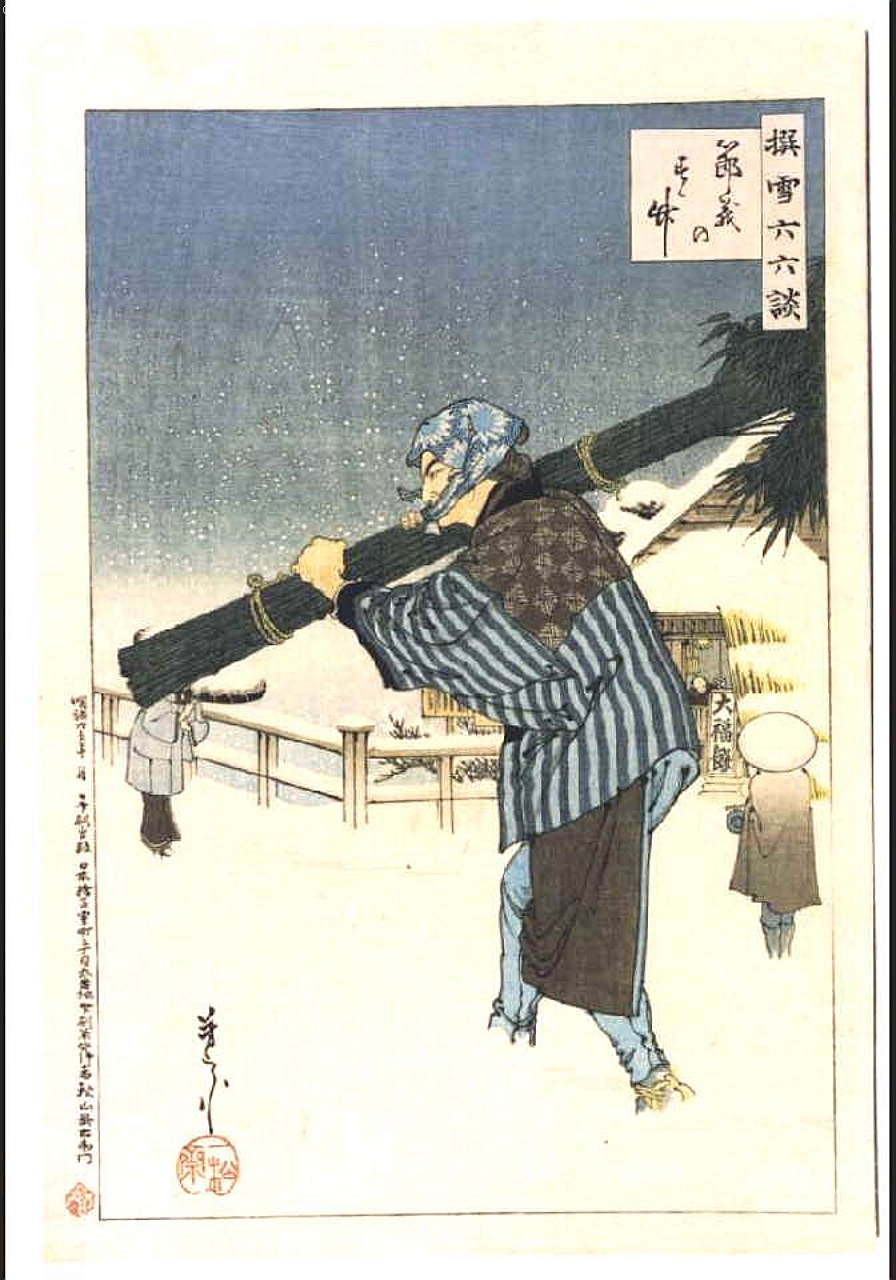
Скоро Новый год («66 снежных историй»).
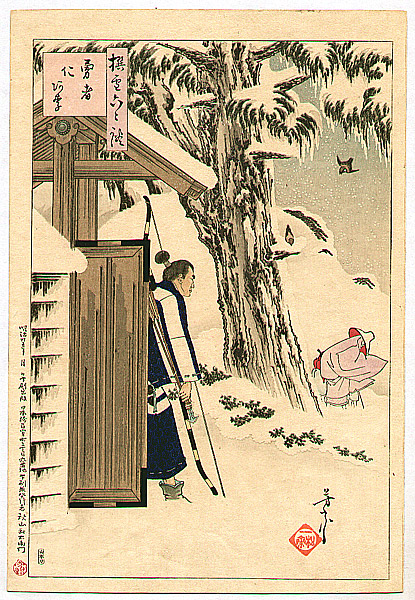
Героическая персона («66 снежных историй»).
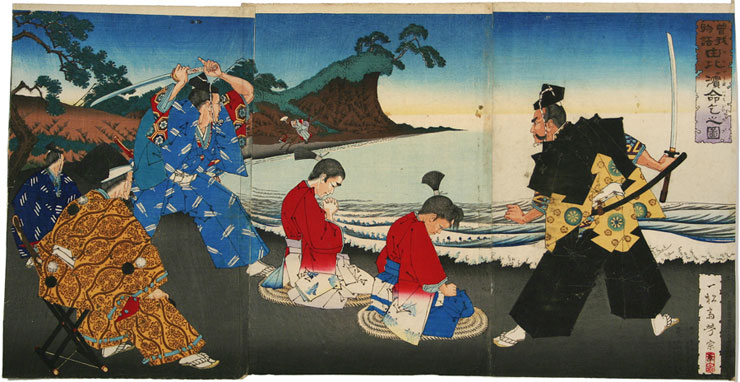
Предсмертная молитва. («Повесть о братьях Сога»)